# Podusilna, Peremîșleanî
Podusilna (în ucraineană Подусільна) este o comună în raionul Peremîșleanî, regiunea Liov, Ucraina, formată numai din satul de reședință.

## Demografie
Componența lingvistică a comunei Podusilna
     Ucraineană (100%)
Conform recensământului din 2001, toată populația comunei Podusilna era vorbitoare de ucraineană (100%).